# Salacia wrightii
Salacia wrightii là một loài thực vật có hoa trong họ Dây gối. Loài này được Urb. miêu tả khoa học đầu tiên năm 1922.